# عضل واترزي
عضل واترزي (الاسم العلمي: Gerbillus watersi) (بالإنجليزية: Waters’s Gerbil)‏ هو نوع من الحيوانات يتبع جنس العضل من الفصيلة الفأرية.